# 奇維爾科伊

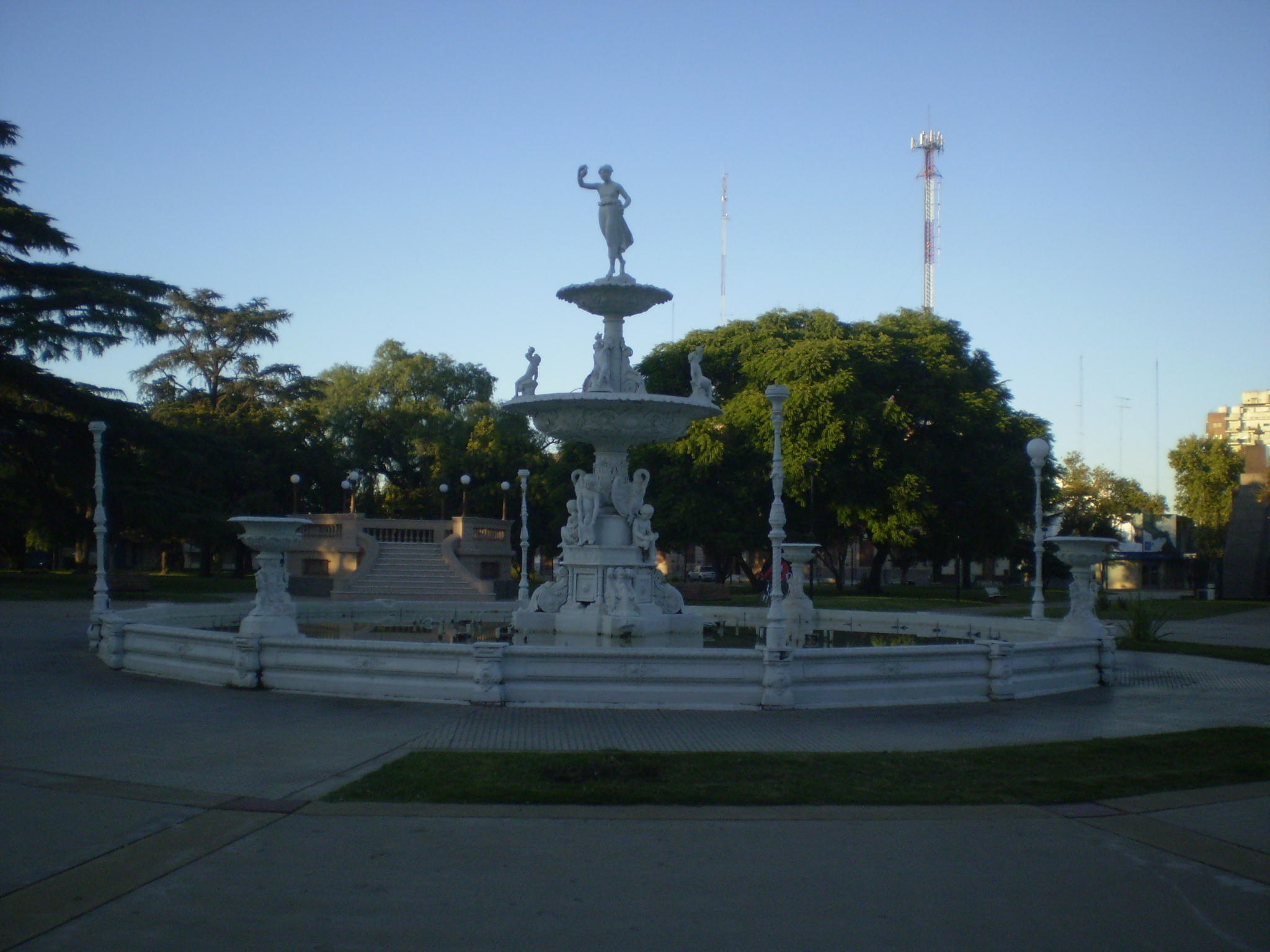
奇維爾科伊

奇維爾科伊是阿根廷的城市，位於該國東北部，距離首都布宜諾斯艾利斯180公里，由布宜諾斯艾利斯省負責管轄，海拔高度53米，2001年人口60,762。